# Khusrov
Khusrov (persiska: خسرو) är ett persiskt mansnamn (med flera alternativa stavningar grekiska: Chosroës) som betyder "med gott rykte" och "kung". 

## Personer med namnet
- Khusrov I Anushirvan (regerade 531–579), den tjugonde sasanidiske kungen av Persiska riket
- Khusrov II Parvez (–628), sassanidisk kung i Persien
- Naser Khosrou, medeltida persisk poet
- Amir Khusrou (1253–1325), indisk musiker och poet